# Biermann (Familienname)
Biermann ist ein deutscher Familienname.

## Namensträger

### A
- Aenne Biermann (1898–1933), deutsche Fotografin
- Albert Biermann (1903–1994), deutscher Politiker
- Alphons Biermann (1906–1977), deutscher Bildhauer
- Andreas Biermann (Fußballspieler, 1967) (* 1967), deutscher Fußballspieler
- Andreas Biermann (Fußballspieler, 1980) (1980–2014), deutscher Fußballspieler
- Anna Renate Biermann-Ernst (* 1932), deutsche Malerin und Fotografin
- Antje Möller-Biermann (* 1957), deutsche Politikerin, siehe Antje Möller

### B
- Berthold Biermann (1903–1953), deutscher Journalist, Literaturkritiker und Staatsbeamter
- Brigitte Biermann (* 1969), deutsche Autorin und Journalistin

### C
- Christa Biermann (1937–2022), deutsche Juristin, Richterin und Gerichtspräsidentin
- Christoph Biermann (* 1960), deutscher Sportjournalist
- Conrad Biermann von Ehrenschild (1629–1698), deutsch-dänischer Geheimrat

### D
- Dagobert Biermann (1904–1943), deutscher Widerstandskämpfer

### E
- Eduard Biermann (1878–1937), deutscher Nationalökonom
- Ernst Biermann (1900–1952), norwegischer Maler und Grafiker

### F
- Felix Biermann (* 1969), deutscher Archäologe
- Frank Biermann (* 1967), deutscher Politikwissenschaftler
- Fred Biermann (1884–1968), US-amerikanischer Politiker (Iowa)
- Friedrich Biermann (Unternehmer) (1837–1904), deutscher Zigarrenfabrikant
- Friedrich Karl Biermann (1872–1923), deutscher Unternehmer und Politiker
- Fritz Biermann, deutscher Zeichner und Illustrator

### G
- Georg Biermann (1880–1949), deutscher Kunsthistoriker und Verleger
- Gerd Biermann (1914–2006), deutscher Kinderarzt und Psychotherapeut
- Gottlieb Biermann (Maler) (1824–1908), deutscher Maler
- Gottlieb Biermann (Historiker) (1828–1901),  österreichischer Historiker und Pädagoge
- Günter Biermann (1931–1997), deutscher Politiker
- Günther Biermann (1923–2004), deutscher Ökonom und Volkswirt

### H
- Hanna Elisabeth Biermann-Ratjen (1918–1994), deutsche Textildesignerin
- Hans Biermann (Verleger, 1868) (1868–1944), deutscher Verleger und Journalist
- Hans Biermann (Verleger, 1954) (* 1954), deutscher Verleger und Mediziner
- Hans Gerhard Biermann (1933–2023), deutscher Bildhauer
- Hans-Harder Biermann-Ratjen (1901–1969), deutscher Politiker (FDP)
- Harald Biermann (* 1966), deutscher Historiker
- Heinrich Biermann (1938–2003), deutscher Architekt und Politiker (CDU)
- Horst Biermann (* 1963), deutscher Ingenieur und Hochschullehrer für Werkstofftechnik
- Hugo Biermann (1916–2012), südafrikanischer Admiral und Chef der Streitkräfte

### I
- Ingo Biermann (Schauspieler) (* 1971), deutscher Schauspieler
- Ingo J. Biermann (* 1978), deutscher Filmemacher
- Irene Schramm-Biermann (* 1950), deutsche Malerin der Konkreten Kunst

### J
- Johann Biermann (um 1577–1650), deutscher Politiker, Bürgermeister von Kassel
- Johannes Biermann (Rechtswissenschaftler) (1863–1915), deutscher Rechtswissenschaftler
- Johannes Biermann (Politiker) (um 1577–1650), Bürgermeister in Kassel

### K
- Kai Biermann (* 1972), deutscher Autor und Redakteur
- Karl Eduard Biermann (1803–1892), deutscher Maler
- Kirsti Biermann (* 1950), norwegische Eisschnellläuferin
- Kroy Biermann (* 1985), US-amerikanischer American-Football-Spieler
- Kurt-Reinhard Biermann (1919–2002), deutscher Mathematikhistoriker

### L
- Leopold Biermann (1875–1922), deutscher Maler und Mäzen
- Ludwig Biermann (1907–1986), deutscher Physiker

### M
- Manfred Biermann (1935–2022), deutscher Betriebswirt und Politiker (CDU)
- Martin Biermann (Mediziner) († 1595), deutscher Mediziner
- Martin Biermann (Politiker) (* 1943), deutscher Politiker (CDU)
- Martin Conrad Biermann von Ehrenschild (1662–1715), dänischer Politiker
- Max Biermann (1856–1929), deutscher Diplomat

### O
- Otto Biermann (Mathematiker) (1858–1909), österreichischer Mathematiker
- Otto Biermann (General) (1873–1945), deutscher Offizier, zuletzt Generalmajor der Wehrmacht

### P
- Paul Biermann (1881–1968), deutscher evangelischer Pfarrer und Theologe, Mitglied der BK (Büro Grüber)
- Peter Biermann (* 1942), deutscher Physiker, Astronom und Hochschullehrer
- Pieke Biermann (* 1950), deutsche Autorin und Übersetzerin

### R
- Rafael Biermann (* 1964), deutscher Politikwissenschaftler und Hochschullehrer
- Reinhard Biermann (* 1950), deutscher Fußballtorhüter
- Rémon Biermann (* 1935), deutscher Jazz- und Unterhaltungsmusiker
- Rudolf Biermann (Pädagoge) (1934–2018), deutscher Pädagoge
- Rudolf Biermann (Politiker) (1942–2023), deutscher Politiker

### S
- Silke Biermann (* 1978), deutsche Physikerin
- Sylvia Kesper-Biermann (* 1967), deutsche Historikerin

### U
- Ursula Biermann (* 1944), deutsche Wissenschaftsjournalistin und Entwicklungshelferin

### W
- Walter Biermann (* 1940), deutscher Heimatforscher
- Werner Biermann (Schiffbauingenieur) (1900–1986), deutscher Schiffbauingenieur
- Werner Biermann (Autor) (1945–2016), deutscher Autor und Filmemacher
- Werner Biermann (Soziologe) (* 1948), deutscher Soziologe
- Wilfried Biermann (* 1936), deutscher Fußballspieler
- Wilhelm Biermann (um 1875–nach 1943), deutscher Jurist, Landgerichtspräsident (Jungdeutscher Orden; NSDAP seit 1932)
- Winni Biermann (* 1967), deutscher Sänger (Tenor)
- Wolf Biermann (* 1936), deutscher Dichter und Liedermacher
- Wolfgang Biermann (1927–2001), deutscher Politiker (SED) und Manager